# A Magyar Népköztársaság Űrhajósa
A Magyar Népköztársaság Űrhajósa érdemrend a magyar állam által adományozható legmagasabb kitüntetések közé tartozott.
A kitüntető cím és jelvény alapításáról az 1013/1980. (VI. 4.) minisztertanácsi határozat szólt, amely az 1991. évi XXXI. törvény alapján hatályát vesztette.

## Leírása
A jelvény mérete: 6 cm × 2,7 cm.
Készült: Pénzverde, 1980.

## Kitüntetettek
- Farkas Bertalan (1980), az első magyar űrhajósként kapta.
- Magyari Béla, (1980), a kitüntetést tartalék-kutatóűrhajósként kapta, mivel aktívan részt vett a programban.[1]